# Koejto
Koejto (Russisch: Куйто, Fins: Kuittijärvet) is de benaming voor drie meren in de Russische deelrepubliek Karelië. De meren staan met elkaar in verbinding via kleine rivieren. De drie meren zijn:
- Boven-Koejto (Russisch: Верхнее Куйто, Fins: Ylä-Kuittijärvi) heeft een oppervlakte van 198 km², ligt op 103 meter boven de zeespiegel en is maximaal 44 meter diep. Het is het hoogstgelegen en diepste van de drie meren.
- Midden-Koejto (Russisch: Среднее Куйто, Fins: Keski-Kuittijärvi) heeft een oppervlakte van 257 km², ligt 101 meter boven de zeespiegel en is maximaal 34 meter diep. Het is het grootste van de drie meren.
- Beneden-Koejto (Russisch: Нижнее Куйто, Fins: Ala-Kuittijärvi) heeft een oppervlakte van 141 km², ligt 100 meter boven de zeespiegel en is maximaal 33 meter diep. Bij dit meer staat een dam aan de rivier de Kem.

In de meren liggen verschillende eilanden en de oevers van de meren zijn voor het grootste deel begroeid met naaldbos.